# اللهجة الرقية
اللهجة الرقية إحدىٰ لهجات سوريا المُتحدَّث بها في منطقة الجزيرة السوريةو في محافظة الرقة خاصة و تتمتع "الرقة" منذ القديم بمكانة متميزة لوقوعها على شاطئ الفرات الأوسط وهي لغة الجزيرة الفراتية، وهي بحد ذاتها ميناء نهري على الفرات وبنية اجتماعية قبائلية منذ عصور عدة ومركز إشعاع فكري، مضى على أهل "الرقة" في بلدهم زمن طويل وهم يتكلمون بلهجة عربية قديمة واضحة تخلو من عيوب النطق.

## تاريخها
من اسباب ارتباط اللهجة الرقية باللغة الفصيحة. لان محافظة الرقة الحالية كانت قاعدة ديار مضر وهم من عرب بدو الشمال، قبل قرون عديدة من قبل الإسلام جاؤوا إلى المنطقة، ما القبائل العربيةالاصيلة. التي تسكن "الرقة" حالياً، إلا امتداداً لهذه القبائل العربية النازحة، لذلك فمن الطبيعي أن تنتقل لهجة "مضر" عبر قرون عديدة، وجيلاً بعد جيل، إلى أبناء المنطقة.
و الرقة كانت جامعة مفتوحة لعلوم الدين واللغة، فقد أقام بها الكثيرون من المحدثين والشعراء وأنشدوا في مجالس هشام بن عبد الملك في الرصافة، وفي مجالس هارون الرشيد في الرقة، والرواة والصحابة في "الرقة"
مع انتشار الإسلام في المنطقة، وإقامة الكثير من المحدثين والشعراء والرواة والصحابة في "الرقة" من أمثال "وابصة بن معبد الأسدي"، وأبو زبيد الطائي، وعبيد الله بن قيس الرقيات، و"الوليد بن عقبة"، و"يزيد بن الأدهم" و"الزهري" و"أبي أيوب، ميمون بن مهران" وغيرهم الكثير، واتخاذ الرقة عاصمة ثانية للـهارون الرشيد ساعد على الحفاظ اللغة وبقائها بين من كان فيها، وكما قال "ياقوت الحموي"، في حديثه عن "الرقة": «إنها البستان المضاهي لتاج الخلافة في بغداد». إضافة إلى أن المسجد الجامع في "الرقة"، كان جامعة مفتوحة لعلوم الدين واللغة، كل هذا جعل الحركة الحضارية تتطور وتمتد إلى وقت قريب حتى دمرها "التتار" عام /1280/م.

## خصائص اللهجة الرقية
الكشكشة:وهي إضافة (ش) إلى الـ (ك) في آخر الفعل، للدلالة على التأنيث، يعود أصلها إلى قبيلتي مضر وربيعة العربيتين.وتنطق هذه الظاهرة اللغوية بشكلٍ أساسي في الرقة
أمثلة: رأيتك: رأيتكش - عليك: علَيْشِ
العنعنة:تحويل الهمزة في أول الكلمة إلى "ع"، أصلها قبيلتا تميم وقيس، وما زالت تنطق حتى الآن في الرقة.
أمثلة:أنك: عنك - سأل: سعل
اللخلخانية:وتعني تقصير الحركات واختزال النبر، وترد في لهجة "الرقة" على قلة
  مثل: ما شاء الله، وكأنك؛ وتلفظان: "مشا الله، جنك".
القلقلة:وهي في اللغة كسر حرف المضارعة ، وفي لهجة "الرقة" تكسر حرف المضارعة عدا الألف؛ فالكلمات مثل: تجمع، يحضر، نلعب، ترتفع، تلفظ:  وتنسب هذه اللهجة قديماً إلى "بهراء" وبعض من "كلب" و"هذيل" و"ربيعة" من العرب.كما يميل أهل "الرقة" إلى كسر أوائل الأسماء مِـثلَ..   كِلمة، وخاصة ما جاء على وزن فعل ولكن ليس إطلاقاً، مثال: "سميع، بعير، شعير، سعيد"، وقديماً كانت هذه اللهجة لبني "أسد وعامة وقيس وتميم"
ويقول الأستاذ الباحث إبراهيم الخليل من أهالي "الرقة" في كتاب "الرقة وتاريخها" بالقول: «لا تعد لهجة أهل "الرقة" دخيلة على اللغة العربية بل إنها منصميمها وفصيحها، وهي تحمل في داخلها ظواهر بواكير اللغة العربية، حيث يستخدم أهل الرقة "التسهيل" ويقابل التسهيل الهمز، والرقة تسهل أي تحذفالهمزة، كما نرى في ألفاظ مهموزة كثيرة مثل: كأس، شيء، شأن، تلفظ: "شناً، كاس، شل، شأن، شنا"،
واشتهرت الحجاز بذلك وعلى العكس كانت "تميم" إلى الهمز،
الاستنطاء:وهو ابدال حرف العين بنون وموجود في الجزيرة السورية في الفعل اعطى يقولون انطى انطاك وانطيت ،ويقول الدكتور ابراهيم السامرائي في كتابه تاريخ الرقة وٱثارها ،
هذه الظاهرة لا تعد من اللهجة ،وهي من لغة هذيل وقيس والأنصار،
التلتلة:هي كسر حرف المضارعة في أول الفعل .
أمثلة: نَعمَل: نِعمِل - نَكتُب: نِكتِب
إسقاط الهمزة في أغلب الكلمات، وذلك مثل أغلب اللهجات العربية العامية، مثل «مئة» ← «مية»وكذلك «بئر» ← «بير».
الحفاظ على نطق الهاء الأخيرة والتاء المربوطة الساكنة، مثل «مدرسة» ← «مدرسَهْ».
إسقاط حرف الضاد وإبداله بحرف الظاء، مثل «ضعيف» ← «ظعيف».
النطق المجهور لحرف القاف، فغالباً يقلب گ [g]، مثل «قلم» ← «گلم» وايضاً «قلب » ← «گلب».

## مميزات اللهجة الرقية
احتفظت القبائل العربية في "الرقة" بمخزون لغوي ضخم من المفردات والمرادفات. وقرب اللهجة الرقية من الفصحى جعل مخارج الحروف في اللهجة تتناسب مع مخارجها في اللغة العربية لذلك ترى الفرد الرقي يستطيع تقليد كثير من اللهجات في حين يصعب تكلم الاخرين باللهجة الرقية وذلك لاختلاف مخارج الحروف. وكذلك ببعدها عن التكلف والتصنع.
تتميز هذه اللهجة بالعديد من الأمور ومنها:
- تحويل حرف القاف إلى (كـ) أو بعبارة أصح إلى الحرف (G)(الجيم المصرية) في بعض المفردات، فمثلاً (قال) تلفظ (كال)(ورقة) تلفظ(وركة) القاع تلفظ (الكاع)
- تحويل حرف القاف إلى (غ) في بعض المفردات، مثلاً (ورقة بيضاء) تلفظ (ورغة بيضاء)
- تحويل حرف الغين إلى (ق) في بعض المفردات مثلاً (غير) تلفظ (قير)(غاز) تلفظ (قاز)
- تحويل حرف الكاف إلى (ج) في بعض المفردات وخصوصاً عندما يأتي آخر الكلمة، أو عند مخاطبة الأنثى، مثل (وينكِ) تلفظ (وينج)..
- إبدال الهمزة (بالعين) عند فئة قليلة وفي القليل من المفردات مثل (سؤال) تلفظ (سُعال).

## بعض المفردات اللغوية في الهجة الرقية
- وجت النار : أصلها "أجت" وقلبت الألف واواً، ومعناها تلهبت النار، والأجيج صوت التلهب، وفي اللهجة نقول "الوجيج".[17]
- الميجنة:مطرقة أصلها المئجنة وجمعها في العربية مآجن وفي الرقاوية مياجن[18]
- الودية: وهي دية القتيل ونلاحظ زيادة الواو على الاسم في الرقاوية أصلها الدية.[19]
- الهكط": أصلها الإقط لبن محمض يجفف ثم يطبخ أو يطبخ به[20]،
- الولف: وهو الحبيب، و"الونيس" أصلها الأنيس المؤانس وكل ما يؤنس به فهو أنيس[21]،
- الونين: أصلها الأنين الصوت من ألم أو مرض.[22]
- كتوار النار: أي لهبها مع دخانها أصلها،
- تعوق: بتشديد الواو وتلفظ القاف "ج" مصرية ومعناها باللهجة تأخر.[23]
- المبحوح:فصحى بمعنى أصابه غلظ في الصوت.[24]
- دحق: انظر او امعن النظر اليه.[25][26]
- الحز : وهي فصيح بمعنى الان.[27][28]
- مسدوح: مستلقي على الارض.[29]
- أستنّاني:أصل الكلمة (فصيحة) من (اسْتَأنَى) أي: تمهّل وترفّق.
- يستاهل:وأصلها استأهل الشيء، أي استحقه.
- طَس: بمعنى (ذهبَ) مع بعض العتاب . والكلمة بالأصل (فصيحة) وليست عاميّة، تقول العرب قديماً : لا أدري أين طَس! بمعنى أين ذهبَ. القاموس للفيروز آبادي
- بَلاش: في لهجاتنا العامية نستخدم كلمة (بَلاش) كقولنا مثلاً: - أخذَ فُلان الغرض (ببلاش) أو بتصغيرها نقول (بَلُّوشِ)، أي مجاناً دون دفع مقابل. • الكلمة صحيحة وبالأصل (فصيحة) وهي من: (بِلا شيء) ثم نُحِتَ منها كلمة واحدة وهي (بلاش).
- هُدوم: • الكلمة في الأصل (فصيحة) وليست عامّية. جاء في لسان العرب لابن منظور: - الهِدْم: بكسر الهاء (الثوب المُرَقّع) أو (الثوب البالي)، والجمع " أَهْدام ".
- زَلَمة:(يازلمة) مناداة للشخص، أو وصف لقوّته وشدّته، والكلمة في الأصل (فصيحة). معجم تاج العروس
- املح: السواد يخالطه البياض , وهو الأسود الرأس من الكباش.معجم المعاني الجامع.كتاب فقة اللغة واسرار العربية ابو منصور الثعالبي
- حم:كل ما ذيب من الالية .الاصمعي وابوزيد و الثعالبي
- هاج:كل شيء يثور للضرر. معجم المحيط[30]
- الدسم:كثر دسمه من اللحم والشحم. معجم الرائد
- بشم من الطعام : أتخم وامتلأ. 2- بشم من الشيء : : ضجر منه ، مله.معجم الرائد
- حنطة: قمح .معجم الرائد
- محجل: لايقال للفرس محجل وهو بياض في قوائم الفرس أو في ثلاث منها أو في رجليه قل أو كثر.معجم الصحاح.[31]
- خوْش:بمعنى طيِّب وحَسَن.معجم التاج للزبيدي
- مَيْ:الماء. معجم التاج للزَّبيدي
- بَعْدين" بمعنى: "لاحقا=بعد وقت".
- "طِحِين=طَحِين شِعِير=شَعِير بِعِير=بَعِير حِلِيب=حَلِيب.تثقيف اللسان لابن مَكِّي
- تِسْلم=تَسْلم نِلعب=نَلعب نِريد=نُريد، تِجي=تَجيء تِسوق=تَسوق. وهي لغة تميم وقيس وربيعة وأسد قديماً.
- إِيْوَه :وهي صحيحة في اللغة، تتكوَّن من "إي" بمعنى نَعَم، والواو للقسم، والهاء للسكت، وقد حكى الإمام الزمخشري قول بعضهم "إيْوَ" للمعنى نفسه دون الهاء. ومن الناس في عصرنا من يفتح الهمزة "أَيوه"، والصواب في اللغة كسرها.معجم الأغلاط اللغوية للعدناني.
- بَرْدٌ قارِسٌ وقارِصٌ . اللفظين كليهما بالسين والصاد لمعنى واحد "برد قارس وقارص" لشدة البرد. معجم الأساس للإمام الزمخشري
- الثِّفَالُ :وهي عبارة عن قطعة من القماش او الجلد تحفظ خبز الصاجوهي كلمة عربية فصيحةوفي المعجم الثِّفَالُ : ما يُبسَط تحت الرحَى عند الطَّحن، من جِلْدٍ وغيرِه، ليسقط عليه الدقيقُ ما يُبسَط تحت الرحَى عند الطَّحن، من جِلْدٍ وغيرِه، ليسقط عليه الدقيقُ.
- يلقّ ←يلج: الأَبيضُ من كل شيء.معجم المعاني[32]
- كوَّشَ:على الثَّروة :استولى عليها غَصْبًا.[33]
- اللح: لَحَّتِ القَرَابَةُ بَيْنَهُمَا : دَنَتْ، لَصِقَتْ.[34]
- شلح:الشَّخصَ: عَرّى بعضَ جسدِه، جرَّده من ثيابه جزئيًّا.[35]
- شقلب ←شكلب:قلبه رأسًا على عقب.[36]
- العجاج: الغبار التي تثيره الريح.معجم الرائد.[37]
- شرم الشيء : شققه.[38]
- شبّوط:سمك نهري دقيق الذنب عريض الوسط صغير الرأس، جمع : شبابيط.[39]
- بايخ: بمعنى قديم .[40]
- بقبق←بكبكة - بقبقة بقبق الماء : صوت. بقبقت القدر : غلت. 3- بقبق : كثر كلامه.[41]
- بق:قذفه من فمه .[42]
- شُوبْ:وتعني: (الحرّ الشديد).[43]
- يلعلع ولعلعَ: تعني التلألؤ واللمعان، أو بمعنى سماع الصوت بشدة.[44]
- جَمَلُون • الجَمَلُون وتعني:- (سَقْف مُحدّب) وبروز في المبنى على هيئة (سَنَام الجَمل)، ويتميز بالاتساع، وغالبا مايستخدم المصطلح هندسياً، ويشير إلى أعلى جزء من المثلث.[45]
- أَزْعَرْ• وتعني (سيِّئ الخُلُق).[46]
- اللُّكَع: في لغة العرب هو (اللئيم الخسيس والسافل من الناس) وقيل هو من (لا يُعرفُ له نسبٌ ولا يُحمدُ له خُلُق).[47]
- ثغاه. ثغت: صوت الغنم (الشاه).[48]
- خاثر: صَارَ اللَّبَنُ خَاثِراً : رَائِباً، غَلِيظاً، مُكَثَّفاً.[49]
- قريشة : وهي البقاية الزائدة من تصنيع الجبن .ونَوْعٌ من الجُبنِ يابسٌ قليلُ الدَّسَم.[50]
- شنينة :: اللَّبَنُ المَحْضَ يُصَبُّ عليه الماءُ البارد.[51]
- ثريد : طعام من خبز مفتت مبلول بالمرق و اللحم، جمع : ثرائد وثرد وثرد وثرود.[52]
- قراضة : الذي يغتاب الناس ويعيبهم.[53]
- السّاطُور: سكين عريض ثقيل ذو حَدٍّ واحد يكسر به العظم ، والجمع سواطيرُ.[54]

- الهَاوُنُ (بضم الواو أو فتحها) : وعاء مُجَوَّف من الحديد أَو النُّحاس يُدَقُّ فيه .[55]
- المِفْرَشُ غطاءٌ يُبسَط فوق المائدةِ ونحوِها.[56]
- ركوة: اناء صغير تصنع فيها القهوة.[57]
- الطموح .طموح←المطلقة:طمحت المرأة : نشزت وتركت زوجها وفرت إلى أهلها.[58]
- مشبك : نوع من الحلوى.[59]
- المِقْلاَعُ←المجلاع : ما يُرْمَى به الحجر. والجمع : مقاليعُ.[60]
- رَجَّادُ: نَقَّالُ السُّنْبُلِ إلى البَيْدَرِ، وقد رَجَدَ رَجاداً.[61]

- صيرة:حظيرة الماشية، جمع : صير وصير.[62]

- المِغْرَفَةُ : ما يُغْرَف به الطعامُ ونحوُه. والجمع : مَغارف.[63]

- الشَّكْوَةُ : وعاءٌ صَغيرٌ للماء واللَّبَن يُتَّخذُ من جِلدٍ، وقد يُسْتَعْمَلُ لتبريد الماء. والجمع : شِكاءٌ، وشُكِيّ، وشُكِيٌّ.[64]
- اللباه←اللِّبَاءُ : لَبَنُ الشَّاةِ وَنَحْوِهَا أَوَّلَ الحَلْبِ بَعْدَ الوِلَادَةِ.[65]
- الرمص الرماص←الرَّمَصُ : وَسَخٌ أَبْيَضُ يَجْتَمِعُ فِي مُوقِ العَيْنِ وَزَوَايَا الأَجْفَانِ.
- التفال←التُّفَالُ : الزَّبَدُ، وَالبُصَاقُ، وَنَحْوُهُمَا.[66]
- تَدَهْدَى الشَّيْءُ: تَدَحْرَجَ.[67]
- الفِلْوُ : المُهْرُ وَالجَحْشُ فُطِمَا أَوْ بَلَغَا السَّنَةَ.[68]
- المَهْبُولُ : المُصَابُ بِالفَقْدِ وَنَحْوِهِ.[69]
- السِّيَاقُ : مَا يُحْمَلُ مَهْرًا لِلزَّوْجَةِ وَيُرْسَلُ إِلَيْهَا.[70]
- البُقْجَةُ : قِطْعَةٌ مِنَ القُمَاشِ عَلَى شَكْلِ صُرَّةٍ تُوضَعُ فِيهَا المَلَابِسُ.[71]
- الدَّارُ : البِنَاءُ المُعَدُّ لِلسَّكَنِ.[72]

- العَجِيُّ : الطِّفْلُ الَّذِي لَا مُرْضِعَ لَهُ، فَيُغْذَى بِالطَّعَامِ.[73]
- نضيدة← الوسائد و الفرش.[74]